# Радин (деревня)
Радин (бел. Радзін) — упразднённая деревня в Хойникском районе Гомельской области Беларуси. Входила в состав Стреличевского сельсовета.
На территории Полесского радиационно-экологического заповедника.
В связи с радиационным загрязнением после катастрофы на Чернобыльской АЭС жители (306 семей) переселены в чистые места.

## География

### Расположение
В 50 км на юг от районного центра и железнодорожной станции Посудово (на ветке Василевичи — Хойники от линии Гомель — Калинковичи), в 153 км от Гомеля.

### Гидрография
На севере сеть мелиоративных каналов, соединённых с рекой Припять (приток реки Днепр).

## Транспортная сеть
Транспортные связи по просёлочной, затем автомобильной дороге Довляды — Хойники. Планировка состоит из длинной криволинейной улицы, ориентированной с юго-востока на северо-запад и застроенной двусторонне деревянными усадьбами.

## История
Наиболее раннее из известных на сегодня упоминаний о Радине относится к лету 1581 г. Согласно реестру сбора налогов в Киевском воеводстве, село принадлежало к Чернобыльскому имению пана Филона Кмиты, воеводы смоленского. В 1628 г. в тарифе подымной подати того же воеводства Радин с семью дымами назван владением Печерского монастыря в Киеве, приобретённым у пана Сапеги (1613).
После 2-го раздела Речи Посполитой (1793 год) в составе Российской империи. В 1834 году владение А. И. Горвата. В пореформенный период в составе Дзёрновичской волости Речицкого уезда Минской губернии. В 1864 г. назван в числе селений Масановского церковного прихода. В самом Радине была приписная деревянная Свято-Николаевская церковь. В 1879 г. селение принадлежало (как и Масаны) уже к Борщёвскому церковному приходу. Вновь упомянута кладбищенская Николаевская церковь. Согласно переписи 1897 года действовали часовня, хлебозапасный магазин. Рядом находился одноимённый фольварк. С начала XX века, когда помещик выселял из деревни Физинки латышские семьи, в деревню переселились 15 латышских семей. В 1908 году деревни Радин и Новый Радин.
С 8 декабря 1926 года до 1986 года центр Радинского (Новорадинского) сельсовета Комаринского, с 25 декабря 1962 года Хойникского районов Речицкого, с 9 июня 1927 года Гомельского (до 26 июля 1930 года) округов, с 20 февраля 1938 года Полесской, с 8 января 1954 года Гомельской областей.
С 1920-х годов в деревне Новый Радин действовала школа. В 1930 году организован колхоз имени С. М. Будённого (деревня Старый Радин) и колхоз «Новый труд» (деревня Новый Радин), работали 2 кузницы, шерсточесальня, ветряная и паровая мельницы. Во время Великой Отечественной войны в мае 1943 года оккупанты полностью сожгли деревню и убили 37 жителей (похоронены в могиле жертв фашизма на кладбище). В боях около деревни погибли 20 советских солдат (похоронены в братской могиле на кладбище). 73 жителя погибли на фронте. Согласно переписи 1959 года была центром колхоза «Новая жизнь». Размещались комбинат бытового обслуживания, лесопилка, мельница, средняя школа, клуб, библиотека, фельдшерско-акушерский пункт, отделение связи, магазин.
До Великой Отечественной войны в состав Радинского сельсовета входила деревня Перевесье, сожжённую оккупантами 23 мая 1943 года (18 дворов) и убили 34 жителей, память о ней увековечена в мемориальном комплексе «Хатынь».

## Население

### Численность
- 2004 год — хозяйства, жителя.

### Динамика
- 1834 год — 42 двора.
- 1885 год — 50 дворов, 270 жителей.
- 1897 год — 68 дворов, 457 жителей (согласно переписи).
- 1908 год — в деревне Радин 96 дворов, 603 жителя; в Новый Радин 87 дворов, 501 житель.
- 1940 год — 187 дворов.
- 1959 год — в деревне Новый Радин — 37 жителей, в деревне Старый Радин — 409 жителей (согласно переписи).
- 2004 год — дворов, жителей.

## Достопримечательность
- Братская могила советских воинов и жертв фашизма. Похоронены 20 солдат, которые погибли в ноябре - декабре 1943 года, и 36 мирных жителя, расстрелянных немецко-фашистскими захватчиками в 1943 году. В 1967 году на могиле установлен памятник — скульптура солдата с автоматом.
- Мемориальная доска в честь отдельного партизанского отряда имени К. Е. Ворошилова и Комаринского подпольного райкома КП(б)Б. Размещена на здании клуба.

## Известные уроженцы
- Ю. П. Сергиенко — белорусский художник[1].